# Медаль «Борец с нацизмом»

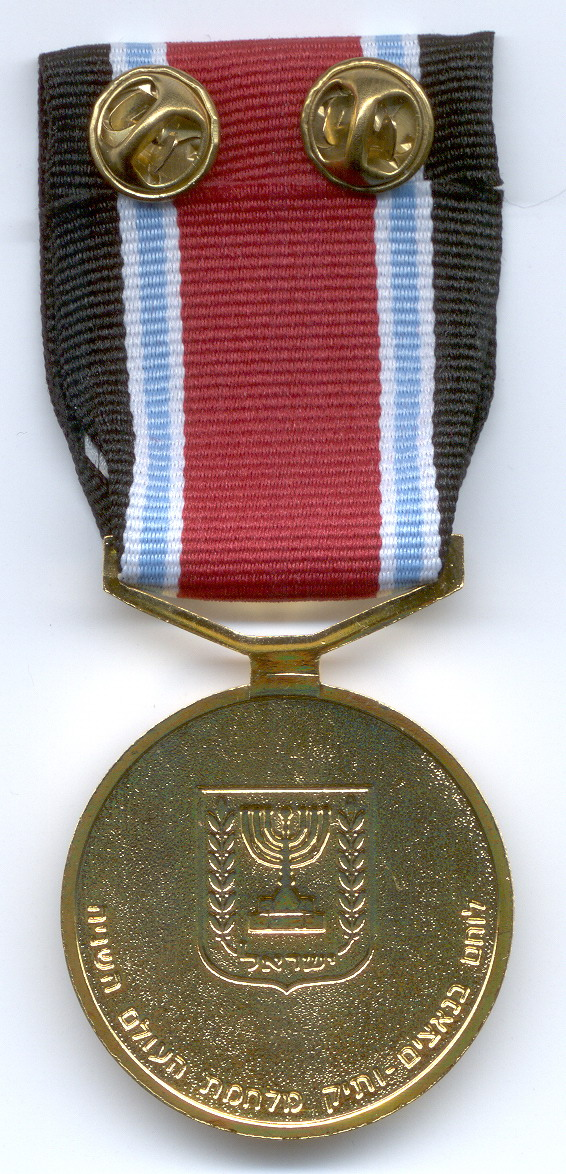
Реверс медали «Борец с нацизмом»

Медаль «Борец с нацизмом» (ивр. אות הלוחם בנאצים‎, От Лохем ба-Нацим) — нагрудный знак и орденская планка, вручаемые в Израиле ветеранам Второй мировой войны.
В середине 60-х годов в Израиле проводились дискуссии о создании орденской планки для вручения гражданам, участвовавшим во Второй мировой войне. Основная часть дискуссий велась о ведомстве, которое будет вручать данный памятный знак: министерство безопасности или мемориал Яд ва-Шем: сами ветераны предпочитали вручение министерством безопасности, как более относящейся к военной структуре в отличие от гражданского мемориала.
В 1965 году было принято решение о создании комиссии по дизайну планки и о его вручении министерством. Официально планка создана 8 июня 1967 года и первое награждение ею было произведено на официальной церемонии Дня памяти жертв Холокоста премьер-министром Леви Эшколем. 9 июля 1986 года в память о 40-летии победы над нацизмом израильские флаги с орденской планкой были вручены музеям кибуцев Лохамей ха-геттаот и Тель Ицхак, а также музею бойцов фронта и партизан.
Получающие данную планку автоматически отмечались знаком борцов за страну, который начал вручаться с 1968 года. В 2000 году была создана медаль, выдающаяся вместе с планкой.

## Описание медали
Медаль круглой формы золотого цвета. На аверсе изображены две шестиконечные звезды, одна из них в форме Жёлтой звезды на которой расположен штык-нож, а вторая в форме звезды Давида на государственном флаге, с ветвью оливы поверх неё. На реверсе в центре присутствует герб Израиля с подписью «Борец с нацизмом — ветеран Второй мировой войны» (ивр. לוחם בנאצים -ותיק מלחמת העולם השניה‎).
Медаль имеет полоску ткани с широкой красной полосой по центру и белыми полосами по сторонам, в центре которых проходят голубые линии, и имеет чёрные края: за исключением голубых полос, символизирующих Израиль, эта раскраска соответствует цветам немецкого Железного креста.